# Copa Intercontinental 1990
La Copa Intercontinental 1990 fue la vigésimo novena edición del torneo que enfrentaba al campeón de la Copa Libertadores de América con el campeón de la Copa de Campeones de Europa. Se llevó a cabo en un único encuentro jugado el 9 de diciembre de 1990 en el Estadio Nacional de la ciudad de Tokio, en Japón.
La disputaron Olimpia de Paraguay, campeón de la Copa Libertadores 1990, y Milan de Italia, campeón de la Copa de Campeones de Europa 1989-90. Con absoluta contundencia, el cuadro italiano, que por entonces transitaba una de las etapas más gloriosas de su historia, se terminó llevando la victoria con una goleada de 3-0, revalidando el logro obtenido el año anterior. Milan alcanzó, así, su tercer título en la competición, siendo el primer club europeo en hacerlo y el tercero a nivel mundial, después de los uruguayos Peñarol y Nacional.

## Equipos participantes
| UEFA (Europa)         |  | Milan   |  | Campeón de la Copa de Campeones de Europa (1989-90) |
| CONMEBOL (Sudamérica) |  | Olimpia |  | Campeón de la Copa Libertadores de América (1990)   |

## Sede
| Japón               |          |
| Ciudad              | Estadio  |
| Tokio               | Nacional |
|                     |          |
| 57 363 espectadores |          |

## Ficha del partido
| 1          | POR        | Andrea Pazzagli       |     |
| 2          | DEF        | Mauro Tassotti        |     |
| 6          | DEF        | Franco Baresi         |     |
| 5          | DEF        | Alessandro Costacurta |     |
| 3          | DEF        | Paolo Maldini         | 22' |
| 7          | MED        | Roberto Donadoni      | 82' |
| 8          | MED        | Frank Rijkaard        |     |
| 4          | MED        | Angelo Carbone        |     |
| 11         | MED        | Giovanni Stroppa      |     |
| 9          | DEL        | Marco van Basten      |     |
| 10         | DEL        | Ruud Gullit           |     |
| Entrenador | Entrenador | Arrigo Sacchi         |     |

| 1          | POR        | Ever Hugo Almeida     |     |
| 2          | DEF        | Virginio Cáceres      |     |
| 5          | DEF        | Remigio Fernández     |     |
| 3          | DEF        | Mario César Ramírez   | 48' |
| 4          | DEF        | Silvio Suárez         |     |
| 8          | MED        | Fermín Balbuena       |     |
| 7          | MED        | Adolfo Jara Heyn      | 68' |
| 6          | MED        | Jorge Guasch          |     |
| 10         | MED        | Luis Alberto Monzón   |     |
| 11         | DEL        | Adriano Samaniego     |     |
| 9          | DEL        | Raúl Vicente Amarilla |     |
| Entrenador | Entrenador | Luis Cubilla          |     |

| 13 | DEF | Filippo Galli     | 22' |
| 14 | MED | Gianluca Gaudenzi | 82' |

| 14 | MED | Herib Chamas      | 48' |
| 16 | DEL | Cristóbal Cubilla | 68' |

| Anotado | 43' | Frank Rijkaard   | 1:0 |
| Anotado | 62' | Giovanni Stroppa | 2:0 |
| Anotado | 65' | Frank Rijkaard   | 3:0 |

| Amonestado | 25' | Remigio Fernández |

| Árbitro             | José Roberto Wright |
| Árbitros asistentes | Shengcai Chen       |
| Árbitros asistentes | Shizuo Takada       |

| 1          | POR        | Andrea Pazzagli       |     |
| 2          | DEF        | Mauro Tassotti        |     |
| 6          | DEF        | Franco Baresi         |     |
| 5          | DEF        | Alessandro Costacurta |     |
| 3          | DEF        | Paolo Maldini         | 22' |
| 7          | MED        | Roberto Donadoni      | 82' |
| 8          | MED        | Frank Rijkaard        |     |
| 4          | MED        | Angelo Carbone        |     |
| 11         | MED        | Giovanni Stroppa      |     |
| 9          | DEL        | Marco van Basten      |     |
| 10         | DEL        | Ruud Gullit           |     |
| Entrenador | Entrenador | Arrigo Sacchi         |     |

| 1          | POR        | Ever Hugo Almeida     |     |
| 2          | DEF        | Virginio Cáceres      |     |
| 5          | DEF        | Remigio Fernández     |     |
| 3          | DEF        | Mario César Ramírez   | 48' |
| 4          | DEF        | Silvio Suárez         |     |
| 8          | MED        | Fermín Balbuena       |     |
| 7          | MED        | Adolfo Jara Heyn      | 68' |
| 6          | MED        | Jorge Guasch          |     |
| 10         | MED        | Luis Alberto Monzón   |     |
| 11         | DEL        | Adriano Samaniego     |     |
| 9          | DEL        | Raúl Vicente Amarilla |     |
| Entrenador | Entrenador | Luis Cubilla          |     |

| 13 | DEF | Filippo Galli     | 22' |
| 14 | MED | Gianluca Gaudenzi | 82' |

| 14 | MED | Herib Chamas      | 48' |
| 16 | DEL | Cristóbal Cubilla | 68' |

| Anotado | 43' | Frank Rijkaard   | 1:0 |
| Anotado | 62' | Giovanni Stroppa | 2:0 |
| Anotado | 65' | Frank Rijkaard   | 3:0 |

| Amonestado | 25' | Remigio Fernández |

| Árbitro             | José Roberto Wright |
| Árbitros asistentes | Shengcai Chen       |
| Árbitros asistentes | Shizuo Takada       |

|                   |
| Bandera de Italia |
| Campeón AC Milan  |
| 3.er título       |